# MeinProspekt
MeinProspekt ist ein deutsches Online-Netzwerk für lokale Einkaufsprospekte mit Unternehmenssitz in München. Auf MeinProspekt kann sich der Besucher über aktuelle Angebote und Schnäppchen verschiedenster Marken und Geschäfte in der jeweiligen Stadt informieren. Dazu werden Prospekte gebündelt zur Verfügung gestellt. MeinProspekt startete zunächst als reine iPhone-Applikation. Inzwischen ist das Portal über sämtliche Mobile-Betriebssysteme sowie auch über das stationäre Internet erreichbar.

## Geschichte und Finanzierung
MeinProspekt wurde im Jahr 2009 von Ali Uluileri gegründet. Die iPhone-App „myProspekt Sale!“ war ab April 2009 erhältlich. Unterstützt wurde das Projekt anfangs von Walter Gunz, einem der Gründer von MediaMarkt/Saturn, und Christian Haidinger. Uluileri war zuvor Marketingleiter von MediaMarkt/Saturn. Neben Ali Uluileri gehört seit 2011 Michele Arcaro zur Geschäftsführung von MeinProspekt. Arcaro war zuvor Leiter Key Account von Yahoo! Deutschland, später Leiter Marketing und Sales der RTL Interactive GmbH.
MeinProspekt ist eigenen Angaben zufolge das erste Unternehmen, das in Deutschland eine mobile App zum Blättern von Prospekten auf dem Apple iPhone herausgebracht hat. Laut Eigendarstellung erreichte die Anwendung im Jahr 2009 Platz 1 aller kostenlosen Apps im Apple App Store Deutschland und wurde seither inklusive aller Updates über fünf Millionen Mal heruntergeladen. Mittlerweile wurde das Angebot für Anwendungen auf weitere mobile Endgeräte ausgeweitet.
Neben den Gründern waren unter anderem die Funke Mediengruppe (bis 2012 WAZ Mediengruppen) und Madsack über ihre gemeinsame Tochter TheMediaLab sowie die Südwest Medien Holding (SWMH) mit Verlagstiteln wie „Süddeutsche Zeitung“, „Stuttgarter Zeitung“, „Stuttgarter Nachrichten“ und „Schwarzwälder Bote“ an MeinProspekt beteiligt. Medienberichten zufolge zahlte die SWMH-Gruppe 2011 für einen Minderheitsanteil eine mittlere sechsstellige Summe. Bereits 2010 stieg der Gründer der Preissuchmaschine Billiger.de, Urs Keller, bei MeinProspekt ein. Ebenfalls beteiligt waren die Beteiligungsgesellschaften Mountain Super Angel AG und der High-Tech Gründerfonds (HTGF).
Seit Juli 2014 ist die MeinProspekt GmbH eine 100%ige Tochtergesellschaft der Bonial International Group mit Sitz in Berlin. Ali Uluileri schied als Geschäftsführer und Gesellschafter aus dem Unternehmen aus.

## Funktionsweise und Reichweite
Bei MeinProspekt können Nutzer Einkaufsprospekte von mehr als 300 unterschiedlichen Anbietern nach Städten sortiert durchsuchen. Dazu gehören zum überwiegenden Teil große Handelsketten, aber auch einige Einzelhändler. Zudem bietet MeinProspekt weitere Informationen zu den Händlern, wie etwa Öffnungszeiten oder Standortanzeigen auf einem Stadtplan.
Mit Apps für iPhone/iPod, iPad, Android, MeeGo, Windows Phone oder Symbian können sich die Nutzer unterwegs über aktuellen Schnäppchen in ihrer Umgebung informieren. 2012 hat MeinProspekt eine App für das neue Betriebssystem Windows 8 von Microsoft entwickelt. In der von der Arbeitsgemeinschaft Online Forschung im September 2012 veröffentlichten Studie „mobile facts“ zu Mobile-Reichweiten erreichte MeinProspekt Platz 15 bei den Apps über alle Plattformen (Monatsreichweite). Laut Google Play Store zählte die Applikation von MeinProspekt 2013 zu den 15 beliebtesten Apps des Jahres.

## Marktumfeld
Als Vorteil der digitalen Abbildung von Werbeprospekten, so genannten E-Prospekten, wird häufig Papier-Ersparnis und eine damit einhergehende Schonung der Umwelt angeführt. Geschont werden soll nach Aussagen von MeinProspekt auch die Brieftasche der werbenden Unternehmen, die mit Streuverlusten ihrer gedruckten Prospekte zu kämpfen hätten: MeinProspekt schätzt, dass durchschnittlich nur die Hälfte aller gedruckten Werbeprospekte die Verbraucher erreicht und dann zumeist nicht zur Kenntnis genommen werden.
Mit digitalen Prospekten könnten hingegen gezielt Endverbraucher erreicht werden, die sich überwiegend online oder mobil informieren.
Der Markt für die digitalisierten Wurfsendungen galt lange als umkämpft. Seit der vollständigen Übernahme von MeinProspekt durch die Bonial International GmbH im Juli 2014 baut das mehrheitlich zum Axel Springer Verlag gehörende Unternehmen mit KaufDa und MeinProspekt seine marktführende Position als Werbelösung für den Einzelhandel im mobilen und stationären Internet weiter aus. 2012 startete das Internetunternehmen Google zudem den Dienst „Wochenangebote“.